# Indická mužská reprezentace v pozemním hokeji

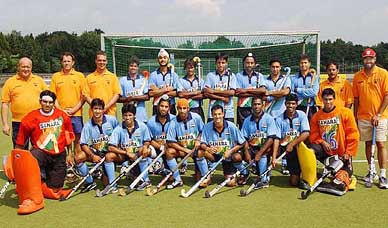
Reprezentační tým v roce 2009

Indická reprezentace v pozemním hokeji existuje od roku 1928, zpočátku jako zástupce Britské Indie a od roku 1948 nezávislé Indické republiky. Zřizuje ji organizace Hockey India, barvy dresů jsou bleděmodrá a bílá. Ve světovém žebříčku byli Indové v roce 2017 na šestém místě.
Indové jsou historicky nejlepším účastníkem olympijských her, kde získali osm zlatých, jednu stříbrnou a dvě bronzové medaile. V letech 1928 až 1960 sehráli šňůru třiceti vítězných zápasů, kterou ukončila až porážka ve finále římského turnaje se sousedním Pákistánem. Významnými hráči byli Richard Allen, Dhyan Chand a Leslie Claudius, trojnásobní olympijští vítězové.
Dominance Indie a Pákistánu v pozemním hokeji skončila v sedmdesátých letech, kdy Mezinárodní hokejová federace rozhodla o tom, že se všechny soutěžní zápasy mají hrát na umělé trávě, která byla pro asijské země finančně těžko dostupná. Poslední olympijský titul získali Indové v Moskvě v roce 1980, kde devět zemí turnaj bojkotovalo na protest proti válce v Afghánistánu.
Na mistrovství světa v pozemním hokeji mužů Indové vyhráli v roce 1975. Získali také tři zlaté medaile na Asijských hrách (1966, 1998 a 2014), v letech 2003 a 2007 byli mistry Asie, v roce 1995 vyhráli Jihoasijské hry a v letech 2010 a 2014 vybojovali stříbrné medaile na Hrách Commonwealthu. Ve Světové lize byli třetí v roce 2015 a v Hockey Champions Trophy druzí v roce 2016 a třetí v roce 1982.

## Výsledky

### Olympijské hry
- LOH 1928 –
- LOH 1932 –
- LOH 1936 –
- LOH 1948 –
- LOH 1952 –
- LOH 1956 –
- LOH 1960 –
- LOH 1964 –
- LOH 1968 –
- LOH 1972 –
- LOH 1976 – 7. místo
- LOH 1980 –
- LOH 1984 – 5. místo
- LOH 1988 – 6. místo
- LOH 1992 – 7. místo
- LOH 1996 – 8. místo
- LOH 2000 – 7. místo
- LOH 2004 – 7. místo
- LOH 2008 – nepostoupili z kvalifikace
- LOH 2012 – 12. místo
- LOH 2016 – 8. místo
- LOH 2020 –

### Mistrovství světa
- 1971 – 3. místo
- 1973 – 2. místo
- 1975 – 1. místo
- 1978 – 6. místo
- 1982 – 5. místo
- 1986 – 12. místo
- 1990 – 10. místo
- 1994 – 5. místo
- 1998 – 9. místo
- 2002 – 10. místo
- 2006 – 11. místo
- 2010 – 8. místo
- 2014 – 9. místo